# Ruedi Jeker
Ruedi Jeker (* 9. Juli 1944 in Büsserach) ist ein Schweizer Kulturingenieur und Politiker, der in Zürich arbeitete. Jeker war Parteimitglied der FDP und sass von 1999 bis 2007 im Zürcher Regierungsrat.

## Leben
Aufgewachsen im Kanton Solothurn schloss Jeker an der ETH Zürich ein Studium als Kulturingenieur ab, das er mit einer Doktorarbeit über die regionale Wirtschaftsförderung ergänzte. Im Militär liess sich Jeker zum Kampfjet- und Helikopterpiloten ausbilden. Die militärische Laufbahn schloss er als Oberst in der Schweizer Luftwaffe ab.
Während der politischen Laufbahn setzte sich Jeker hauptsächlich für das Standortmarketing der Metropolregion Zürich ein und sass in den Verwaltungsräten der Flughafen Zürich AG und der Messe Zürich.
Jeker wurde 1987 in den Kantonsrat gewählt, bevor er 1999 in den Regierungsrat gewählt wurde, wo er bis 2003 das Amt des Volkswirtschaftsdirektor, danach bis 2007 dasjenige des Sicherheitsdirektors innehatte. Von 2004 bis 2005 war Jeker Regierungspräsident des Kantons Zürich.
Ruedi Jeker ist verheiratet und hat zwei erwachsene Töchter. Sein Wohnort ist Regensdorf.